# Linden (New Jersey)

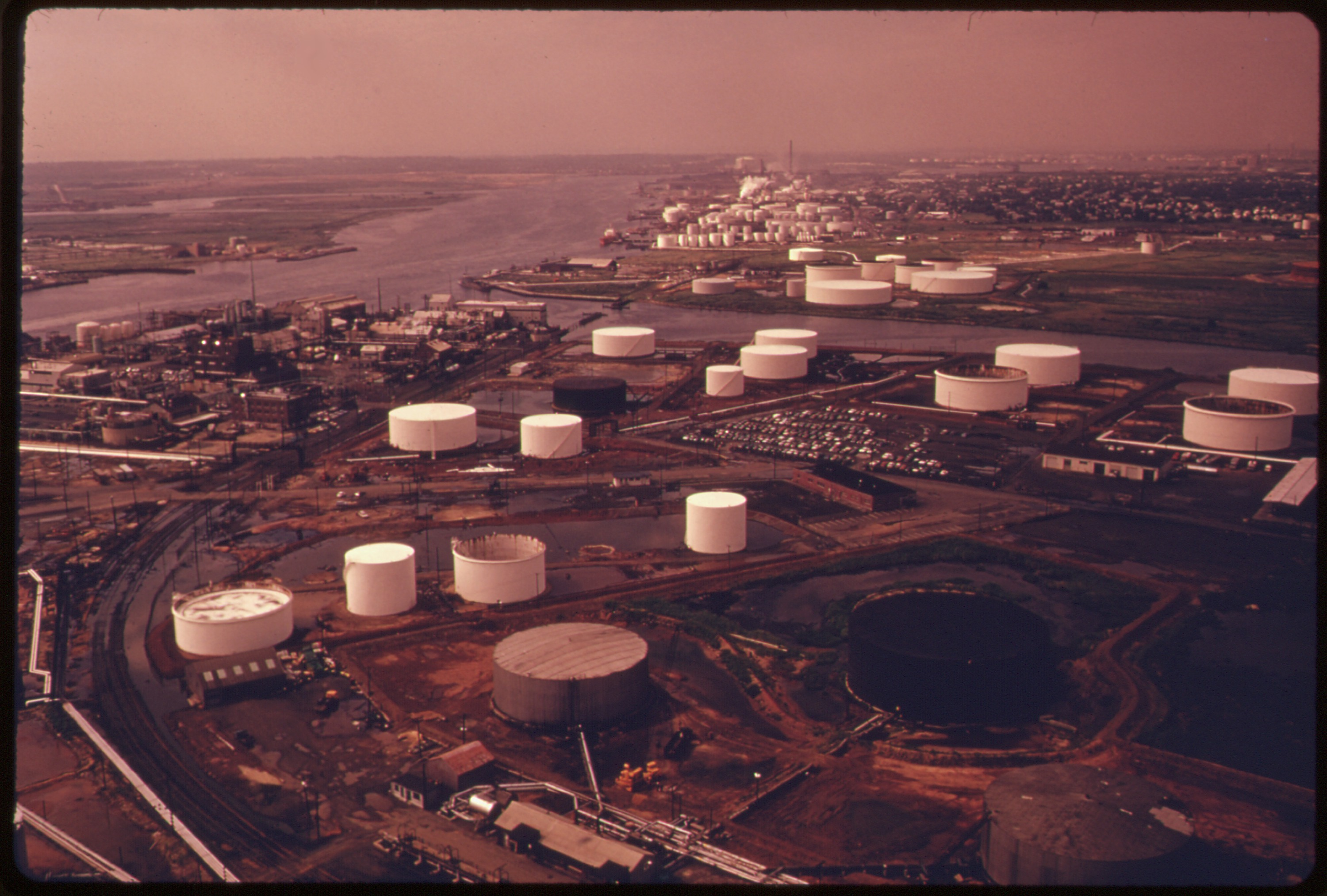
Öltanks der Chemieindustrie in Linden (1974)

Linden ist eine Stadt im Union County, New Jersey, USA. Das U.S. Census Bureau ermittelte bei der Volkszählung 2020 eine Einwohnerzahl von 43.738.
Linden wurde im Jahr 1861 aus Teilen von Elizabeth, Rahway und Union Township gebildet.

## Geographie
Nach Angaben des amerikanischen Vermessungsbüros hat die Stadt eine Gesamtfläche von 29,1 km², davon 28,0 km² Land- und 1,1 km² (3,65 %) Wasserfläche.

## Demographie
Nach der Volkszählung von 2000 gibt es 39.394 Menschen, 15.052 Haushalte und 10.084 Familien in der Stadt. Die Bevölkerungsdichte beträgt 1.407,0 Einwohner pro km². 66,08 % der Bevölkerung sind Weiße, 22,80 % Afroamerikaner, 0,14 % amerikanische Ureinwohner, 2,35 % Asiaten, 0,04 % pazifische Insulaner, 4,88 % anderer Herkunft und 3,71 % Mischlinge. 14,40 % sind Latinos unterschiedlicher Abstammung.
Von den 15.052 Haushalten haben 29,0 % Kinder unter 18 Jahre. 46,7 % davon sind verheiratete, zusammenlebende Paare, 15,3 % sind alleinerziehende Mütter, 33,0 % sind keine Familien, 27,9 % bestehen aus Singlehaushalten und in 13,6 % Menschen sind älter als 65. Die Durchschnittshaushaltsgröße beträgt 2,60, die Durchschnittsfamiliengröße 3,21.
22,5 % der Bevölkerung sind unter 18 Jahre alt, 8,2 % zwischen 18 und 24, 30,4 % zwischen 25 und 44, 22,7 % zwischen 45 und 64, 16,3 % älter als 65. Das Durchschnittsalter beträgt 38 Jahre. Das Verhältnis Frauen zu Männer beträgt 100:90,4, für Menschen älter als 18 Jahre beträgt das Verhältnis 100:85,2.
Das jährliche Durchschnittseinkommen der Haushalte beträgt 46.345 USD, das Durchschnittseinkommen der Familien 54.903 USD. Männer haben ein Durchschnittseinkommen von 39.457 USD, Frauen 30.395 USD. Der Prokopfeinkommen der Stadt beträgt 21.314 USD. 6,4 % der Bevölkerung und 5,0 % der Familien leben unterhalb der Armutsgrenze, davon sind 8,1 % Kinder oder Jugendliche jünger als 18 Jahre und 7,8 % der Menschen sind älter als 65.

## Wirtschaft
Linden befindet sich an dem schiffbaren Arthur Kill und ist ein Petrochemie-Standort (Bayway-Raffinerie von Phillips 66). Von 1917 bis etwa 1990 existierte außerdem ein wichtiges Werk der American Cyanamid in Linden. Der Linden Airport liegt im Südosten der Stadt.

## Söhne und Töchter der Stadt
- Joseph Caroff (1921–2025), Grafikdesigner
- Eli Reed (* 1946), Fotograf
- Derek Luke (* 1974), Schauspieler
- Otis Livingston (* 1996), Basketballspieler